# Cluster (Wirtschaft)
Cluster (englisch, deutsch Traube, Schwarm) sind in den Wirtschaftswissenschaften der Anglizismus für Netzwerke von Produzenten, Zulieferern, Forschungseinrichtungen (z. B. Hochschulen), Dienstleistern (z. B. Design- und Ingenieurbüros), Handwerkern und verbundenen Institutionen (z. B. Handelskammern) mit einer gewissen regionalen Nähe zueinander, die über gemeinsame Austauschbeziehungen entlang einer Wertschöpfungskette (z. B. Automobilproduktion) entstehen oder die sich aufgrund gemeinsamer günstiger Standortfaktoren regional ballen. Die Mitglieder stehen dabei über Liefer- oder Wettbewerbsbeziehungen oder gemeinsame Interessen miteinander in Beziehung.

## Allgemeines
Wirtschaftliche Cluster sind Netzwerke von eng zusammen arbeitenden Unternehmen – heute immer stärker im Verbund mit Ausbildungseinrichtungen, Hochschulen oder anderen Kompetenzzentren. Falls es Kooperationen innerhalb von Unternehmen in einem Gewerbepark oder Industriepark gibt, liegen auch hier Clusterbildungen vor.
Cluster entstehen vor allem aus der regionalen Ballung von Unternehmen und anderen Organisationen, die ein gemeinsames Tätigkeitsfeld verbindet. Schon durch die räumliche Nähe zweier oder mehrerer gleichartiger Unternehmen entstehen Externalitäten. Man spricht aber erst dann von einem Cluster, wenn sich eine gewisse („kritische“) Anzahl von Unternehmen in räumlicher Nähe zueinander befindet, deren Aktivitäten sich entlang einer oder mehrerer Wertschöpfungsketten ergänzen oder miteinander verwandt sind. Erst unter dieser Bedingung – so die Annahme – kann ein Wachstumspol entstehen, der auch Zulieferer und spezialisierte Dienstleister anzieht und Wettbewerbsvorteile für alle beteiligten Unternehmen schafft.
Diese Wettbewerbsvorteile basieren auf Gemeinsamkeiten, verbesserter Arbeitsteilung und positiven externen Effekten zwischen den Unternehmen und Institutionen im Cluster. Gemeinsamkeiten bestehen z. B. beim gemeinsamen Interesse an lokal verfügbarem Personal und seiner Qualifizierung. Eine verbesserte Arbeitsteilung wird durch Konzentration der einzelnen Unternehmen auf ihre Kernkompetenz bei Auslagerung von Sekundärfunktionen auf Zulieferer möglich. Als entscheidend für die gesteigerte Innovationskraft eines Clusters wird aber vor allem das Ausmaß des impliziten, wettbewerbsrelevanten Wissens angenommen, das die Akteure zusammengenommen haben. Dieses Wissen wird über informelle Kontakte (das soziale Kapital eines Clusters) und Arbeitsplatzwechsel ausgetauscht und schafft Innovationen. Demgegenüber können auch Nachteile durch Abwerbung und zu große Transparenz entstehen.
Die Überschaubarkeit des Wirtschaftsraums, die räumliche Nähe und oft persönliches Kennen der Beteiligten ermöglicht einem Regionalcluster schnelles und effizientes Handeln im Hinblick auf regionale Bedürfnisse. Viele Cluster haben eigene Kommunikations- und Koordinationsstrukturen organisiert. So wird die Form der Kommunikation und Koordination von Clustern als zwischen Markt und Hierarchie stehend beschrieben. Ein entscheidendes Medium in diesem Zusammenhang ist Vertrauen. Die Partnerschaft in einer Cluster- und Netzwerk-Initiative bietet eine Reihe von Vorteilen, vor allem die Möglichkeit zum Networking, das Knüpfen von neuen Kontakten. Auf Informations- und Kommunikationsplattformen können Partner sich über Entwicklungen und Trends der jeweiligen Branchen austauschen. Bei der Durchführung von Projekten werden sie ebenfalls unterstützt – durch die Suche von geeigneten Projektpartnern, durch die Unterstützung beim Einwerben von Fördermitteln und durch die Beratung während der Durchführung des Projekts. Weiter gibt es maßgeschneiderte Fortbildungsangebote für die verschiedenen Themengebiete. Bei Veranstaltungen, die von Fachveranstaltungen, Studienreisen, Erfahrungsaustauschrunden bis zu Workshops reichen, können sich Partnerunternehmen der Clusterinitiative spezifisches Know-how aneignen. Die Unterstützung der Cluster- und Netzwerkteams durch Realisierung von Technikpräsentationen, gemeinsamen Messeauftritten und die gemeinsame Teilnahme an geförderten Projekten kann den Zugang zu neuen Märkten erleichtern.

## Ähnliche Begriffe
Saxenian (1994) unterscheidet zwischen innovativen Clustern des Typs Silicon Valley und innovativen Milieus des Typs der Route 128. Während erstere durch junge risikobereite Entrepreneurs mit ihren „Garagenbetrieben“ geprägt werden, die ihre Deals in informeller Atmosphäre miteinander aushandeln, spielt beim Erfolg der innovativen Region um Boston und Cambridge (Massachusetts) eine lange Tradition der akademischen, staatlich finanzierten und hierarchisch organisierten Grundlagenforschung eine wichtige Rolle, wobei die Wurzeln der Unternehmensgründungen z. T. 150 Jahre zurück reichen. Diese innovativen, aber zugleich konservativen Milieus mit ihrer geringeren Interaktionsdichte und ihrem weniger aufregenden Lifestyle haben freilich nicht so interessante unternehmerische Rollenmodelle geprägt wie dies an der Westküste der Fall war.
Mit dem Clusterbegriff verwandt ist der des kreativen Milieus. Er beschreibt einen raumgebundenen Komplex, der mit seinem Technologie- und Marktumfeld nach außen geöffnet ist und Know-how, Regeln, Normen und Werte sowie ein „Kapital“ an sozialen Beziehungen nach innen integriert und beherrscht. Geprägt wurde der Begriff des kreativen Milieus durch die sogenannte GREMI-Gruppe („Groupe de Recherche Européen sur les Milieux Innovateurs“). Seit 1984 forscht diese Gruppe französischer Soziologen und Regionalwissenschaftler nach den Ursachen für die Unterschiede in der Innovationsfähigkeit und -tätigkeit verschiedener Regionen. Die Gesamtheit der Beziehungen in einem Milieu soll, eingebunden in das soziokulturelle Umfeld (Embeddedness), zu einem kollektiven kreativen Lernprozess führen. Als Voraussetzung für die Realisierung gilt neben der räumlichen Nähe auch das Vorhandensein von gemeinsamen Wertvorstellungen und Vertrauen. Zu den Theoretikern der Entstehung kreativer Milieus gehört u. a. Richard Florida.

## Begriffsgeschichte
Wirtschaftscluster wurden bereits im 19. Jahrhundert von verschiedenen Richtungen der Volkswirtschaftslehre beschrieben, u. a.von der Deutschen Historischen Schule, sozialevolutionären Autoren wie Herbert Spencer und spätklassischen Autoren wie Henry Sidgwick und Henry George. Darauf aufbauend verwendete Alfred Marshall den Begriff des Industrial district für Ansammlungen von Unternehmen mit ähnlichen Bedarfen (Rohstoffe, Technologie, Arbeitskräfte) und entwickelte dieses Konzept in seinem Hauptwerk Principles of Economics zu einer Standorttheorie. Die Cambridge-Schule der Volkswirtschaftslehre verfeinerte das Konzept durch grenznutzentheoretische Analysen von Standorten.
P. S. Florence ergänzte das Konzept durch eine Betrachtung der Externalitäten von Ballungsräumen. Er wies zuerst auf die Möglichkeit der Spezialisierung und Arbeitsteilung innerhalb von Industrieregionen hin: Die regionale Integration sei gerade eine Folge der Desintegration der Unternehmen, deren vertikale Verarbeitungsketten zerlegt und auf viele kleine spezialisierte Unternehmen verteilt werden. Die moderne Clustertheorie wurde von dem US-amerikanischen Wissenschaftler Michael E. Porter ausgearbeitet, der das Cluster aus rein betriebswirtschaftlicher Sicht als Resultat ähnlicher komparativer Standortvorteile von mehreren Unternehmen einer Region definierte, welche als Grundlage der Wettbewerbsfähigkeit auf globalen Märkten dienen können. Porter unterscheidet dabei
- Faktorbedingungen (z. B. spezialisierte Ausbildungs- und universitäre Forschungsprogramme; Infrastruktur)
- Nachfragebedingungen (z. B. anspruchsvolle Kunden, die auf die Entwicklung hochwertiger Produkte drängen)
- Unterstützende und verwandte Branchen (z. B. Informationsfluss und Kontakte, clusterspezifische Zulieferer und Dienstleister)
- Strategie und Wettbewerb (z. B. staatliche Investitions- oder Exportförderung)

Paul Krugman ergänzte die Clustertheorie durch auf Transaktionskosten bezogene Betrachtungen. Er unterschied zwischen konzentrationsfördernden (“zentripetalen”) Faktoren (Größe des Absatzmarktes, Verfügbarkeit qualifizierter Arbeitskräfte usw.) und Einflussgrößen, die die Dispersion der Unternehmen fördern (“zentrifugalen” Faktoren wie hohe Bodenpreise als Folge starker Konkurrenz, Überbeanspruchung von lokalen Produktionsfaktoren, aber auch sinkenden Transport- und Kommunikationskosten).
Lange Zeit dominierte die Vorstellung von marktgetriebenen Clustern. Noch 1998 lehnte die OECD die Subventionierung von Clustern und staatliche Eingriffe strikt ab. Doch seit Mitte der 1990er Jahre fördern Deutschland und andere Staaten verstärkt die Zwischenunternehmensvernetzung mit dem Ziel der Clusterbildung. Seit etwa 2002 wird die Möglichkeit und Notwendigkeit einer öffentlichen Förderung von Clustern in der Literatur fast allgemein akzeptiert. Damit rückten konkretere Aspekte der Interaktions- und Netzwerkstrukturen innerhalb von Clustern und der Evaluierung der Clusterpolitik in den Vordergrund der wissenschaftlichen Diskussion.
Neben dem Clusterbegriff, der sich auf die Ansammlung von Unternehmen selbst bezieht, wird zunehmend der Begriff der Clusterinitiative verwendet, mit dem der institutionelle Rahmen des Clusters bezeichnet wird und in dem sich die Entwicklung von gemeinsamen Zielvorstellungen und förderpolitischen Strategien vollzieht. Professionell moderiert werden die Clusterinitiativen, die z. B. als eingetragene Vereine organisiert sind, durch Wirtschaftsförderungspolitik, Kammern, Verbände oder Technologiezentren.
Nach wie vor ist der Clusterbegriff mit erheblicher Unschärfe behaftet und umfasst sehr unterschiedliche Konglomerate. Die vergleichende Clusteranalyse vernachlässigt außerdem oft die national unterschiedlichen Rahmenbedingungen. Darauf weist der amerikanische Ökonom Harry Rowen hin, wenn er konstatiert, dass die Entstehung eines Clusters wie Silicon Valley nicht nur durch lokale Standortfaktoren erklärt werden könne; zu jener Zeit hätte es nirgendwo anders als in den USA entstehen können, wo ein kohärentes System von günstigen regulatorischen Bedingungen, niedrigen Steuern und Gründungskosten, fehlendem Protektionismus, Forschungsfreiheit, liberalen bilanz- und insolvenzrechtlichen Bestimmungen in Verbindung mit Einwanderungsregeln bestand, die durch den Immigration Act von 1965 (sog. Hart-Celler-Act) die Zuwanderung ausschließlich von Hochqualifizierten begünstigten. Dieses System könne in Europa kaum kopiert werden und erkläre den dauerhaften Wettbewerbsvorsprung der USA im IT-Bereich. 1990 kamen etwa ein Drittel der Wissenschaftler und Ingenieure im Silicon Valley aus Asien, vor allem aus China, Indien und Vietnam; der Anteil ist bis heute weiter stark gestiegen.

## Kritik
Wurde der Portersche Ansatz schon lange als eklektisch, oberflächlich und vor allem wegen des Paradoxons der Regionalisierung von Innovationen kritisiert, so ist das theoretische Verständnis der Wirkungsweise von Netzwerken heute immer noch geringer als die Begeisterung der Politik. Diese hat Begehrlichkeiten und Illusionen hinsichtlich der Machbarkeit von Clustern geweckt und damit nach Meinung von Kritikern einem technokratischen Aktionismus und bürokratischen Allmachtsphantasien Vorschub geleistet. Nutzen ziehen oft nur wenige picking winners – vor allem Großunternehmen – daraus.
Viele Autoren betonen, dass dem Nutzen von Clustern aus regionalökonomischer Sicht potenziell hohe Kosten gegenüberstehen. Braczyk und Schienstock kommen in einem Sammelband mit Analysen neuer Produktionsstrategien im Baden-Württembergischen Metallcluster für die 1990er Jahre zu dem Schluss, dass auch besonders wettbewerbsfähige Netzwerke „geeignet sind, ein gewisses Beharrungsvermögen zu fördern“, und zwar vor allem durch kognitive lock-ins infolge von groupthink, wenn sich etwa die Akteure „gegenseitig den Erfolg ihrer Bemühungen auch dann noch bestätigen, wenn bereits seit längerem Anzeichen für eine heraufziehende Krise sichtbar werden“.
Weitere Nachteile werden als Folgen von Überspezialisierung, institutionellen Lock-in-Effekten (z. B. durch die infolge der gemeinsam genutzten regionalen Infrastruktur, umfangreicher und andauernder Subventionierung und hoher Investitionen in die bestehende Technologie erschwerte Modernisierung von Clustern) oder des Anstiegs von Arbeits-, Lebenshaltungs- und Umweltkosten infolge des Zugriffs auf die gleichen, aber regional in beschränktem Umfang vorhandenen Produktionsfaktoren beschrieben. Aufgrund der Unschärfe des Clusterbegriffs gelte heute fast jede Branche als förderwürdig, ohne dass nachgewiesen werden kann, dass Marktversagen vorliegt, welches einen staatlichen Eingriff erfordert. Zudem gebe es wenig empirische Evidenz für den Erfolg staatlicher Clusterförderung.
So hat eine Prüfung des Landesrechnungshofs Schleswig-Holstein ergeben, dass keines von zwölf durch das Land geförderten Netzwerken (z. B. das Life Science Nord-Cluster) eine mittelfristig von Fördermitteln unabhängige Finanzierungsstruktur auch nur ihrer eigenen Managementkosten aufbauen konnte. Im Durchschnitt verfügten die Projekte nur über einen privaten Finanzierungsanteil von knapp 20 Prozent, obwohl die meisten von ihnen schon ein- oder zweimal verlängert worden waren. Manche Wirtschaftsfördereinrichtungen versuchten, ihren laufenden Verwaltungsaufwand über wechselnde Clusterprojekte zu finanzieren. So wurden auch Entscheidungen des Landes zur Auswahl und Förderung von Branchenclustern kritisiert, die auf der Befragung von wenigen Messebesuchern oder auch nur auf Google-Suche nach der regionalen Häufung von Stichworten wie „Logistik“ beruhten. Hier kann man von einem politischen Lock-in sprechen. Rückstände in der Entwicklung forschungsintensiver Industrien lassen sich kaum durch Clusterbildung ausgleichen, und manche Clusterförderungen laufen stillschweigend aus, weil niemand für den Fehlschlag verantwortlich zeichnen will.
Zudem gibt es Indikatoren für eine abnehmende Bedeutung von regionalen Branchenclustern vor allem als Folge der Globalisierung. Reine Produktionscluster spielen heute insbesondere in der Hochtechnologie, die durch Minimierung der physischen Wertschöpfung im Verhältnis zur Wissensproduktion gekennzeichnet ist, eine immer geringere Rolle. Allem Anschein nach nimmt im Zuge der Globalisierung, vor allem durch neue Kommunikations- und Interaktionsstrukturen (Internet, soziale Netzwerke) sowie durch höhere Mobilität von Arbeitnehmern und anderen Marktakteuren die Bedeutung von homogenen Clustern ab. Neben den intraregionalen Kommunikationsbeziehungen werden die globalen Organisations- und Interaktionsformen der Wertschöpfungskette immer wichtiger. So sind im europäischen Vergleich heute altindustrielle Regionen eher stärker geclustert als dynamische Wachstumsregionen. Einen sehr hohen Clusterungsgrad weisen z. B. Lettland (Metall-, Elektro- und Agrarindustrie) sowie die altindustriellen Regionen im Vereinigten Königreich, aber auch viele Schwellenländer auf. Länder mit hoher Innovationsrate haben eher einen mittleren (z. B. Deutschland) bis niedrigen (z. B. Schweiz) Anteil geclusterter Unternehmen an der Gesamtheit der Unternehmen. So wird angenommen, dass die Zunahme überregionaler Interaktionen eine Stagnation der regionalen Innovationsdynamik infolge zu spezialisierter und lokal fixierter Unternehmen erfolgreich verhindert. Sie sind spezifischer und selektiver als die mehrdimensionale lokale Kommunikation („globales Pfeifen“ versus „lokales Rauschen“).
Das zeigt z. B. die extreme räumliche Dislozierung der Wertschöpfungskette des iPhone. In dieser Kette entfällt der größte Teil der Wertschöpfung auf Entwicklung, Design, Marketing und Management. So kann erwartet werden, dass die Fühlungsvorteile und Innovationsfunktionen der Produktionscluster künftig weitgehend durch die dynamischeren, weil zum großen Teil virtuellen Wissenscluster abgelöst wird. Ein Problem für die Politik besteht dann also darin, hochsubventionierte Cluster ggf. wieder abzuwickeln. Auch sind Rückschläge in der Clusterförderung zu erwarten, wenn diese nicht mit den „weichen“ Standortfaktoren einer Region kompatibel sind oder wenn die kritische Masse an Unternehmen bzw. der notwendige Innovationsgrad für eine erfolgreiche Clusterbildung nicht erreicht werden.

## Historisch gewachsene Cluster
Frühe Kristallisationspunkte von Clustern der Luxuswarenproduktion waren die fürstlichen Residenzen des 17. und 18. Jahrhunderts (z. B. Kunsttischlerei und Kunsthandwerk in Weimar). Andere Cluster entstanden durch die Ansiedlung von Weiterverarbeitungsbetrieben in der Nähe natürlichen Ressourcen (z. B. das Gebiet zwischen Leoben und Steyr als bedeutendste eisenverarbeitende und Eisenwaren exportierende Zone der Habsburgermonarchie seit 1600 oder das über 200 Jahre alte Portweincluster in Porto).
Ein und dieselbe Branche konnte auf der Basis sehr unterschiedlicher Standortvoraussetzungen wachsen. So war für die Entwicklung der Baumwollindustrie in Lancashire des 18. Jahrhunderts die Verfügbarkeit von Wasserkraft eine wichtige Standortbedingung. Richard Arkwrights mechanische Spinnmaschine von 1769, der Waterframe, kam dort lange vor der Dampfmaschine James Watts zum Einsatz; die Baumwollverarbeitung im wasserarmen Glasgow hingegen war von Anfang an auf Dampfkraft und damit auf die Kreativität von Feinmechanikern angewiesen. Im 19. Jahrhundert wurde dann an beiden Standorten die Verfügbarkeit von Kohle für die Spinnerei und Weberei immer wichtiger; aufgrund der Mechanisierung spielten qualifizierte Textilarbeiter an beiden Standorten kaum eine Rolle mehr; dafür wuchs die Bedeutung der Ingenieure, und es entwickelten sich Maschinenbaucluster.
Historisch gewachsene Cluster in Deutschland sind die heute in Auflösung befindlichen, vor etwa 250 Jahren entstandenen montanindustriellen Cluster im Ruhrgebiet und Saarland, die fast ebenso alte historische Ansiedlung von Gerätebau, Feinmechanik und Optik rund um die Universität Göttingen, die bis heute einen technologischen Vorsprung auf einigen Gebieten bewahrt hat, die Konzentration der Wirk- und Trikotagenindustrie und des Textilmaschinenbaus in Württemberg, die des Werkzeugmaschinenbaus und der Automobilindustrie in Baden-Württemberg, ferner z. B. die Autozulieferindustrie im Bergischen Land oder das mitteldeutsche Chemiedreieck; in der Schweiz das Cluster der Uhrenindustrie im Kanton Jura.
Viele Cluster erfuhren im Laufe der Zeit entscheidende Transformationen und Differenzierungen: Während zunächst einfache Aggregate und Konstruktionen wie die Dampfmaschine unterschiedliche Einsatzmöglichkeiten in zahlreichen Branchen boten, entwickelten sich im Laufe der Zeit spezialisierte Zuliefercluster. So entstand auf der Grundlage des großindustriellen Montancluster des Ruhrgebiets seit etwa 1870 ein spezialisiertes, überwiegend mittelständisches Bergbau-Zuliefercluster mit Schwerpunkten in den Bereichen Schachtbau, Abbaumaschinen, Pumpen, Kompressoren, Rohrleitungsbau, Hydraulik, Lokomotiv- und Waggonbau (für Grubenbahnen) und entwickelte sich zu einem allgemeinen Maschinenbaucluster. Allerdings exportierten nur wenige größere Unternehmen ihre Produkte weltweit; vor allem die nach dem Zweiten Weltkrieg im erneuten Kohleboom entstandenen kleineren Betriebe fanden ihre Absatzmöglichkeiten oft innerhalb eines Radius von nur 50 km. Dadurch gerieten sie infolge der Schrumpfung des Bergbaus seit den 1980er Jahren in die Krise. Hingegen wurden die ursprünglich mit der Montanindustrie eng verbundenen Gießereien seit den 1980er Jahren zunehmend in das Zuliefersystem der Autoindustrie einbezogen.
Aus dem baden-württembergischen Maschinenbaucluster differenzierten sich ebenfalls spezialisierte Cluster aus (z. B. das Intralogistikcluster). Auch die auf Hafenwirtschaft und Schifffahrt basierenden Cluster wie z. B. Bremen (Verarbeitung sog. Kolonialwaren) oder Hamburg änderten häufiger ihre Struktur in Abhängigkeit vom Wandel der importierten Rohstoffe und der Art ihrer Weiterverarbeitung sowie von ihrer Anbindung an das Hinterland.
Im Unterschied zu reinen Informatik-Clustern, die rund um Hochschulen „aus dem Boden gestampft“ werden können, benötigen Cluster für die Entwicklung und Produktion moderner elektronischer Geräte oft einen jahrzehntelangen regionalen Vorlauf, bevor sie dann – manchmal schlagartig –internationale Geltung erreichen. So entwickelte sich am oberen Zürichsee im frühen 19. Jahrhundert ein spezielles Know-how für die Wartung von Wasserturbinen für Spinnereien. Im 20. Jahrhundert wurden hier mehr und mehr Fachkräfte aus der Elektrotechnik beschäftigt. 1945 gründete Erhard Mettler in Zürich eine Fabrik für Präzisionswaagen, entwickelte in den 1970er Jahren die erste vollelektronische Waage und übernahm 1989 den US-amerikanischen Hersteller Toledo. Heute ist Mettler-Toledo Weltmarktführer für Präzisionsmessgeräte in der Wiege- und Dosiertechnik. 1980 wurde die Tecan, eine Gesellschaft für Pipettiertechnik gegründet. Seit den 1990er Jahren siedelten sich ausländische Investoren im Pipetting Valley an.
In den USA finden sich z. B. das Cluster der Automobilindustrie in und um Detroit und das High-Tech-Cluster des seit 1971 so bezeichneten Silicon Valley, das aufgrund der Abspaltungen des Fairchild-Semiconductor-Konzerns mit seinen zahlreichen Patenten sowie gestützt auf den Stanford Research Park gegen Ende des Vietnamkrieges eine boomartige Entwicklung erfuhr.
Ein Beispiel für ein frühes „Biotechnologie“-Cluster ist die Impfstoffentwicklung und -herstellung in Philadelphia, die maßgeblich durch die hohe Impfbereitschaft der in Pennsylvania siedelnden Quäker angeregt wurde. Dieses Beispiel verdeutlicht die Rolle „weicher“ kultureller Faktoren für die Clusterentwicklung. Auch aus sozialen Einrichtungen oder rund um sie herum können sich Cluster entwickeln, so – so z. B. das Gesundheitscluster in Boston rund um das 1811 gegründete Massachusetts General Hospital mit seinen fast 20.000 Beschäftigten und das 1824 gegründete Massachusetts Eye and Ear Infirmary, zwei Kliniken, die auch als Forschungsstätten internationale Geltung erlangt haben.
Mit der immer rascheren Entwicklung neuer Basistechnologien können Cluster im Vergleich zu früheren Zeiten relativ rasch an Bedeutung verlieren. Ein Beispiel dafür sind die traditionellen Automobilcluster, deren Wertschöpfung bis zu 90 Prozent auf mechanischen Komponenten beruht, die jedoch im Rahmen der Elektromobilität, die ganz neue Basistechnologien erfordert, durch neue Clusterstandorte (z. B. in Tesla Motors in Palo Alto) ersetzt werden. Eine Umstellung der alten Cluster auf Produkte mit neuen Basistechnologien würde bedeuten, dass sie kurzfristig einen hohen Anteil ihrer Wertschöpfung verlieren und bzw. outsourcen müssen, während sie gleichzeitig aus dem Stand einen hohen Umsatz mit den neuen Produkten erwirtschaften müssen. Das ist kaum möglich, da es einer Kannibalisierung des eigenen Portfolios gleichkäme. So kann man am Beispiel der Vereinigten Staaten erkennen, dass sich die Leitcluster im Laufe der technischen Entwicklung von der Ostküste immer weiter nach Westen bis zur Pazifikküste verschoben haben, weil ihnen die Umstellung auf neue Basistechnologien nicht gelang.
Unter dem Einfluss des beschleunigten Strukturwandels der letzten Jahrzehnte wurde die Clusterbildung verstärkt als Instrument und Chance der nationalen, regionalen oder lokalen Wirtschafts- und Regionalförderung begriffen. Doch blieben – wie schon oft in früheren Jahrhunderten – die seit den 1980er Jahren neu gegründeten Hochschulen und Technologieparks wichtige Kristallisationspunkte der Clusterentwicklung in den wissensbasierten Volkswirtschaften. Vereinzelt bewirkte eine internationale Wissenschaftsförderung eine Clusterbildung, wie zum Beispiel die Gründung des Internationalen Zentrums für Theoretische Physik 1961 in Triest unter Schirmherrschaft der UNESCO und der IAEA. Dort führten Verbindungen mit bestehenden wissenschaftlichen Strukturen – seit 1898 gibt es dort ein astronomisches Observatorium, seit 1924 eine Universität, ferner Einrichtungen der geophysikalischen, meeresbiologischen, Karst- und Höhlenforschung, medizinische und gentechnische Forschung –, aber auch eine nachfolgende regionale Förderung zum heutigen AREA Science Park (1982) bzw. zur Realisierung des Projekts Sistema Trieste (2003), das u. a. ein Synchrotron betreibt.
Daneben sind in einer globalisierten Wirtschaft vor allem Großhäfen und die Zentren des Luftverkehrs Mittelpunkte von Clustern geworden, so z. B. das Netzwerk Logistik Leipzig-Halle oder die Unternehmensansiedlungen rund um den Rhein-Main-Flughafen.
Unterschieden werden Cluster mit einem einzigen fokalen Unternehmen (z. B. Flughafen Rhein-Main) und multilokale Cluster mit mehreren Kristallisationspunkten (z. B. IT-Cluster Rhein-Main-Neckar mit SAP, Software AG und anderen wichtigen Unternehmen).

## Branchencluster (Beispiele)
Nach Angaben von Acatech gibt es in Deutschland etwa 500 regionale Cluster-Initiativen und -Netzwerke. Eine Clusterlandkarte und Porträts der wichtigsten Cluster Deutschlands finden sich auf der Clusterplattform des BMBF.

### Biotechnologie
Eines der größten Life-Science-Cluster ist in Basel rund um die Firma Novartis angesiedelt. Es erbringt ca. 18 % des schweizerischen Bruttoinlandsprodukts und wächst mit 9 bis 10 % pro Jahr im Durchschnitt der Jahre 2000 bis 2010.
Auch in Cambridge, Genf und Südkalifornien sowie um die University of Toronto konzentrieren sich schnell wachsende Cluster von Biotechnologie-Unternehmen. Das Pharma- und Biotechnologiecluster Medicon Valley hat sich länderübergreifend auf beiden Seiten des Öresunds in Kopenhagen und Schonen angesiedelt. In Boston haben sich zahlreiche Biotechnologieunternehmen rund um die großen Hospitäler etabliert (Massachusetts General Hospital und Massachusetts Eyes and Ears Hospital). Das Hochtechnologiecluster von Oxfordshire ist wesentlich durch Forschungseinrichtungen und Unternehmen der Biotechnologie geprägt, verliert jedoch gegenüber Cambridge an Bedeutung. Auch die Biotechnologie-Cluster in München und Paris schrumpften in den letzten Jahren.
In Martinsried (Gemeinde Planegg), südwestlich von München, siedelten sich 50 Biotechunternehmen an. Kern waren das Max-Planck-Institut für Biochemie, das Universitätsklinikum Großhadern, das Genzentrum der Ludwig-Maximilians-Universität München und Innovations- und Gründerzentrum Biotechnologie (IZB) (siehe Max-Planck-Institut für Neurobiologie).
Neuere Cluster finden sich vor allem in der Region Mitteldeutschland, wo heute ca. 300 Biotechfirmen zu Hause sind. Seit Mitte der 1990er Jahre siedelten sich hier Wissenschaftseinrichtungen an, die Kerne für entstehende Biotechcluster sind. Während Clusteraktivitäten überregional organisiert werden (Cluster Life Sciences Mitteldeutschland), bildeten sich in der Region einzelne Standorte heraus wie etwa Halle (Weinberg Campus; 21,000 m² Fläche in vier Technologiezentren mit ca. 50 Unternehmen), Leipzig (BIO CITY; 17,000 m² mit ca. 30 Unternehmen) oder Jena (Center for Bioinstrumentation; 7,500 m² mit ca. 30 Unternehmen).
Seit Mitte der 1990er Jahre zählt die Region um die Städte Heidelberg, Mannheim, Ludwigshafen und Darmstadt zu den bekannten Biotech-Standorten in Deutschland. Dort haben sich zahlreiche kleine und mittlere Biotech-Unternehmen, Pharma- und Diagnostik-Hersteller angesiedelt. Die größte Ansammlung von Unternehmen befindet sich in unmittelbarer Nähe zu Einrichtungen der akademischen Forschung und Ausbildung. Dazu zählen u. a. die Universität Heidelberg und ihr Centrum für Biomedizin und Medizintechnik Mannheim (CBTM), die Hochschule Mannheim, das Deutsche Krebsforschungszentrum (DKFZ), das European Molecular Biology Laboratory (EMBL) und das Universitätsklinikum Heidelberg. Das Cluster richtet sich nicht nach Landesgrenzen, er entspricht einem historisch gewachsenen Raum. Sein thematischer Schwerpunkt liegt auf der medizinischen bzw. der roten Biotechnologie, speziell auf der personalisierten Medizin und im Bereich Krebs.
Länderübergreifend entwickelte sich mit Life Science Nord ein Biotechnologie-Cluster in Hamburg und Schleswig-Holstein mit ca. 500 Unternehmen, darunter die Dräger Medical Deutschland, Philips Medizin Systeme, Olympus sowie zahlreiche mittelständische und kleine Unternehmen mit insgesamt 2,7 Milliarden € Umsatz. Andere deutsche Biotechcluster bestehen in der Region Berlin (Wissenschaftsparks Berlin-Buch und Berlin-Adlershof) und in der Rhein-Main-Region.
Im Rahmen des Wettbewerbs BioIndustrie 2021 (2006) wurden fünf industrielle Cluster gefördert, deren Ziel u. a. der Ersatz von petrochemischen durch nachwachsende Rohstoffe bei der Produktion von Polymeren ist. Seit 2008 werden diese Ziele national unter der Dachmarke BioIndustrie 2012 verfolgt, um die Erfahrungen für die gesamte Branche fruchtbar zu machen. So werden mit zunehmendem Reifegrad der Bioverfahrenstechnik immer mehr große Unternehmen in die Cluster einbezogen.

### Medizintechnik
Seit 2010 gibt es das vom Bundesministerium für Bildung und Forschung im Rahmen des Spitzenclusterwettbewerbs geförderten Medizintechnik-Cluster Medical Valley EMN e. V. (Europäische Metropolregion Nürnberg) mit ca. 250 Mitgliedern, darunter Unternehmen, Startups und Forschungseinrichtungen. Es ist aus dem 2001 gegründeten Innovationszentrum Medizintechnik Pharma in Erlangen hervorgegangen.
Ein größerer Medizintechnik-Cluster hat sich seit 1867 in der baden-württembergischen Stadt Tuttlingen und der umgebenden Region herausgebildet. Tuttlingen nennt sich das Weltzentrum der Medizintechnik. Dort sind mehr als 400 überwiegend kleine und mittelständische Medizintechnikunternehmen ansässig, die rund 8000 Mitarbeitende beschäftigen. Sie stellen vorwiegend chirurgische Instrumente und Geräte, Endoskope sowie diagnostische Geräte her. Rund 65 % der Produkte werden exportiert. Zu den Unternehmen dieses Clusters zählen die beiden größten Unternehmen Aesculap AG (Tochterunternehmen der B. Braun Melsungen AG) und Karl Storz sowie mehr als 400 weitere Medizintechnikunternehmen.
Ein weiterer Cluster der Medizintechnik ist in Hechingen rund um das Thema Dialyse angesiedelt.

### Maschinen- und Anlagenbau
Die Cluster der Maschinen- und Anlagenbaus haben sich teils an den Standorten ihrer Abnehmerbranchen oder einzelner bedeutender Abnehmer, teils in Abhängigkeit von lokalen Angebotsfaktoren (Material, spezielles Know-how, Ausbildungsstätten, besondere Erfindungen) entwickelt.
Aus der Schwarzwälder Uhrenindustrie ist z. B. das Getriebebaucluster in Eisenbach (Hochschwarzwald) hervorgegangen. Generell hat in den Alpen- und Bergregionen – entsprechende Materialverfügbarkeit vorausgesetzt – die lange erzwungene Winterpause der Bergbauern die Beschäftigung mit (fein-)mechanischen Arbeiten besonders gefördert. Das Strickmaschinencluster in Hechingen ist ein Beispiel für das Nachleben dieser Entwicklung, die auch durch die klimatischen Bedingungen der Hochalb und den dadurch hervorgerufenen Bedarf an Strick- und Wirkwaren gefördert wurde. Strick- und Wirkmaschinen weisen eine besonders filigrane Technik auf.
Traditionelle Maschinenbaucluster existieren in Deutschland z. B. im Bergischen Land und in Ostwestfalen-Lippe, Anlagenbaucluster z. B. in Sachsen-Anhalt an den Standorten der chemischen Industrie und des früheren Bergbaus. Ein Cluster für Fördertechnik und Logistiksysteme hat sich rund um das Karlsruher Institut für Technologie entwickelt. Dieses kann u. a. anknüpfen an die Tradition der Maschinenbau-Gesellschaft Karlsruhe, in der namhafte Ingenieure wie Emil Keßler, Niklaus Riggenbach, Carl Benz, Gottlieb Daimler und Wilhelm Maybach arbeiteten. In Augsburg haben Masschinenbaucluster mit den Schwerpunkten Carbon und Automatisierung ihren Sitz, wie das Cluster Mechatronik und Automation, das Spitzencluster MAI Carbon und Composites United e. V.
Ein Maschinenbau- und Mechatronik-Cluster mit einer entsprechend spezialisierten Hochschule besteht in Dunedin (Neuseeland).

### Leistungselektronik
Das Cluster Leistungselektronik wurde 2006 im Rahmen der Cluster-Offensive Bayern gegründet und ist Teil des ECPE e. V. mit Sitz in Nürnberg. Er verfügt über eine einzigartige Ballung von Unternehmen, Universitäten/Hochschulen und Forschungseinrichtungen entlang der Innovations- und Wertschöpfungskette. Das Cluster Leistungselektronik verfolgt vier Schwerpunkte:
1. Vorwettbewerbliche Forschung
2. Durchführung von Fachveranstaltungen für den Wissenstransfer
3. Netzwerkbildung
4. Öffentlichkeitsarbeit und Nachwuchswerbung für Ingenieure

### Luft- und Raumfahrtindustrie
Cluster der Luft- und Raumfahrtindustrie befinden sich in Oberbayern (gesamte Wertschöpfungskette der militärischen und zivilen Luftfahrt), im Raum Stuttgart/Backnang (Satellitenkommunikation) und in Bremen. In der Metropolregion Hamburg existiert mit Airbus, Lufthansa Technik und über 300 Zulieferern ein Cluster der Zivilluftfahrt. Es wird durch den Verein Hamburg Aviation vertreten und gefördert.
In Nordrhein-Westfalen ist ein ABC-Cluster Luft- und Raumfahrt NRW ansässig. Darin übernimmt das Technologiezentrum Dortmund die Koordination des Arbeitskreises Querschnittstechnologien.

### Automobil- und Automobilzulieferindustrie
Die Regionen Stuttgart und Karlsruhe gelten als Automobilclusterregionen. Darüber hinaus besteht ein Automotive Cluster in der Metropolregion Hannover Braunschweig Göttingen Wolfsburg, wo der größte europäische Automobilhersteller, die Volkswagen AG, ihren Sitz hat. Automotive-Cluster finden sich weiterhin im Bergischen Land sowie in Sachsen. Als länderübergreifende Initiative versteht sich das Automotive Cluster Ostdeutschland.
Im globalen Maßstab kann die gesamte deutsche Automobilindustrie mit den Zweig- und Zulieferbetrieben in den mitteleuropäischen Staaten (Tschechien, Slowakei, Ungarn) als ein Riesencluster angesehen werden. Mit 368 Milliarden Euro Umsatz und 775.000 Beschäftigten (ohne Zulieferer) ist die Autoindustrie die größte deutsche Industriebranche. Ihre Bedeutung hat in den vergangenen Jahren weiter zugenommen: Ihr Anteil an der Bruttowertschöpfung der deutschen Wirtschaft ist von 1995 bis 2015 von 2,8 auf 4,0 Prozent und ihr Anteil an den Industriebeschäftigten von 10,9 auf 12,8 Prozent gestiegen. Das verdeutlicht die Clusterrisiken, die beispielsweise durch eine globale Imagekrise der deutschen Automobilindustrie oder auch nur des größten deutschen Herstellers virulent werden könnten. Von der Volkswagen AG sind etwa 15 große und mittlere deutsche Zulieferer mit jeweils zehn bis über vierzig Prozent ihres Umsatzes abhängig. Allein die Exporte der deutschen Autoindustrie in die USA machen ein Prozent der deutschen Wirtschaftsleistung aus.
Die Risiken solcher Supercluster und die Gefahr ihres Zerfalls werden deutlich in der seit 2019 forcierten Phase des Übergangs zur E-Mobilität, in der einige Hersteller die Fertigung konventioneller antriebstechnischer Komponenten bzw. kompletter Motoren – im Fall BMW also die Kernkompetenz – ganz auf Zulieferer oder ausländische Fertigungsstandorte verlagern, wobei beide Seiten ein erhöhtes Risiko im Strukturwandel tragen. Das abgebende Unternehmen setzt voll auf eine neue, noch nicht völlig beherrschte Technik; die Zulieferer tragen das Umsatzrisiko der Auslauftechnologie. Doch entsteht möglicherweise auch eine neue Clusterstruktur, die die alte regionale und Akteursstruktur überlagert und irgendwann teilweise ersetzt.

### Kunststoffindustrie
Die EU, das Land Nordrhein-Westfalen, der Oberbergische Kreis und führende Unternehmen aus dem Kunststoffcluster im Kreis finanzieren ein Forschungsprojekt, das die Entwicklung einer vertikalen Suchmaschine für das Thema Kunststoff in Deutschland umfasst.
MAI Carbon ist die Spitzenclusterinititative des Carbon Composites e. V. mit dem Ziel der Großserienfertigung. 70 Unternehmen und Forschungseinrichtungen (Stand 1. Dezember 2013) haben sich zusammengeschlossen, um gemeinsam die Carbon-Forschung sowie die Ausbildung von Spezialisten voranzutreiben. Das Bundesforschungsministerium zeichnete die in der Region München Augsburg Ingolstadt (MAI) angesiedelte Gruppe mit einem Preis aus. In dieser Region befinden sich Unternehmen wie SGL Carbon, BMW, Audi, die Airbus-Tochter Premium Aerotec und Eurocopter Deutschland GmbH sowie Forschungszentren des Fraunhofer-Instituts sowie des Deutschen Zentrums für Luft- und Raumfahrt.

### Ventilatorenindustrie
Manchmal reicht das Vorhandensein einer Firma, um einen Cluster wachsen zu lassen. In der Stadt Künzelsau in Hohenlohe siedelten sich nach dem Zweiten Weltkrieg auf Einladung der Aufzugsfirma Stahl die Brüder Heinz und Günther Ziehl mit der Firma Ziehl-Abegg an, um Stahl mit Außenläufermotoren zu beliefern. Die AG R.Stahl hatte vor dem Krieg bis zur Zerstörung durch Bombenangriffe von der Firma Ziehl-Abegg in Berlin Außenläuferelektromotoren bezogen.
Da Außenläufermotoren sich besonders gut für verschleißarme Ventilatoren eignen, drängte der Konstruktionsleiter von Ziehl-Abegg, Wilhelm Gebhardt, den Eigner Heinz Ziehl dazu, auch Dachventilatoren herzustellen. Da dieser aber weiter auf Großkunden setzte, stattete er 1958 Gebhardt mit Geld aus, so dass dieser eine Ventilatorenfabrik gründen konnte, die er mit Elektromotoren belieferte. Wegen des außerordentlichen Erfolgs von Gebhardt begann auch Ziehl-Abegg mit dem Ventilatorenbau; man beschränkte sich auf Ventilatoren mit über 300 Millimeter Durchmesser.
Für Ventilatoren unter 300 Millimeter Schaufelraddurchmesser schickte Heinz Ziehl seinen Arbeitsvorbereitungsleiter Gerhard Sturm 1963 mit 35 Mann und Startkapital nach Mulfingen ins benachbarte Jagsttal zur Gründung eines eigenen Unternehmens. Damals bekam das Unternehmen zum Schutz der Landwirtschaft im Jagsttal die Auflage vom Land Baden-Württemberg, nie mehr als 85 Mitarbeiter zu beschäftigen. 2001 hatte EBM, Elektrobau Mulfingen, am Stammsitz 2000 Mitarbeiter (8000 weltweit) und stellte 13 Millionen Kleinventilatoren her. Seit 1992 ist EBM auch Mutterfirma der für Ventilatoren zur Kühlung von Computern bekannten Firma Papst Motoren in St. Georgen und seit 1997 der MVL in Landshut. 2003 erfolgte die Umfirmierung dieser drei Firmen in ebm-papst GmbH & Co. KG.
1981 machte sich der Vertriebsleiter von Ziehl-Abegg, Karl Rosenberg selbständig; die Rosenberg GmbH macht heute ebenfalls Millionenumsätze mit dem Vertrieb von Ventilatoren.
Die ebm-papst GmbH & Co KG hat heute (2014) ca. 12.000 Mitarbeiter und ca. 1,57 Milliarden Euro Umsatz. Die Ziehl-Abegg SE beschäftigt ca. 3550 Mitarbeiter und erwirtschaftet 482 Millionen Euro Umsatz, die Rosenberg Ventilatoren GmbH macht mit 1.400 Mitarbeitern weltweit rund 150 Millionen Euro Umsatz in Deutschland (2012); außerdem gehört zum Cluster Nicotra Gebhardt Ventilatoren.

### Optische und feinmechanische Industrie
Optische und Feinmechanikcluster entstanden auf der Basis von Handwerksbetrieben bereits seit dem 18. Jahrhundert rund um die Universitäten und Sternwarten (wie z. B. Göttingen) mit ihrem hohen Bedarf an geodätischen, physikalischen und astronomischen Messgeräten. Ein international bedeutendes Optikcluster wurde Jena mit den Firmen Carl Zeiss, Goertz bereits im beginnenden 20. Jahrhundert. Hier wurden die ersten Mikroskope serienmäßig gebaut. Heute setzen ca. 100 Optik- und Präzisisontechnikunternehmen im Jahr 1,3 Mrd. Euro um. Für die Stadt strukturbestimmend sind heute Zeiss (der Hauptsitz ist allerdings Oberkochen in Württemberg) Jenoptik, Schott, Analytik Jena sowie eine Vielzahl kleiner Systemhersteller und Komponentenfertiger. Forschung und Entwicklung findet teils in Kooperation mit dem Fraunhofer-Institut für Angewandte Optik und Feinmechanik (IOF) statt. Ähnliche Cluster haben sich inzwischen in ganz Deutschland gebildet und sich im OptecNet Deutschland zusammengeschlossen. Demgegenüber hat das im 19. Jahrhundert entstandene Optikcluster in Dresden mit Firmen wie Goltz & Breutmann, Pentacon oder Balda relativ an Bedeutung verloren.
Auch Migrationsbewegungen können eine Clusterbildung auslösen, wie das Beispiel der schweizerischen Uhrenindustrie im Kanton Jura zeigt, die von französischen Hugenotten begründet wurde.

### Mikrosystemtechnik und Nanotechnik
Grenoble ist Standort eines Mikro-Nanoclusters (Minalogic). Zusammen mit Lyon und dem dortigen Biotechnologiecluster (Lyonbiopôle) wird die Region in struktureller Hinsicht oft als Einheit wahrgenommen. Die Beschäftigtenstruktur im Cluster ist von einem für Frankreich überproportional hohen Anteil an Ingenieuren und hochqualifizierten ausländischen Mitarbeitern gekennzeichnet. In der Region lag 2007 der Anteil der Ingenieure an allen Beschäftigten bei 6,4 %. 10 % der Mitarbeiter waren ausländische Beschäftigte. Fasst man alle Kompetenzfelder zusammen, so waren 21.000 Beschäftigte in der Forschung tätig. Der Bereich Infektionskrankheiten weist allein 2500 Forscher auf, im Bereich Mikro- und Nanotechnologien sind 4000 Forscher tätig (Angaben Lyonbiopôle). In der Region wurden 2007 insgesamt 61.000 Studierende gezählt, davon ca. 9000 aus dem Ausland.
Auch in Dortmund hat sich ein Nanotechnologiecluster (Mikrosystem-/MST-Cluster) mit 2.300 Mitarbeitern in 45 Unternehmen gebildet. Das TechnologieZentrumDortmund hat beim Best Science Based Incubator Award 2006 in der Kategorie support of cluster development den dritten Platz belegt.
Im Südwesten Deutschlands, insbesondere in Baden-Württemberg, hat sich über die Zeit ein Mikrosystemtechnikcluster entwickelt, das heute mit rund 380 Clusterpartnern eines der größten Technologienetzwerke Europas ist. 2010 wurde es vom Bundesministerium für Bildung und Forschung zu einem von 15 Spitzenclustern in Deutschland ernannt. Unter dem Dach des Clustermanagements und Fachverbandes der Mikrosystemtechnik microTEC Südwest e. V. kooperieren große Unternehmen (z. B. Bosch, Festo, Balluff, Roche Diagnostics oder Sick) mit rund 245 KMUs, mehr als 50 Universitäten, Hochschulen und anderen Forschungseinrichtungen, um Leitinnovationen zu entwickeln.

### Sensorik
Die Strategische Partnerschaft Sensorik e. V. ist im Rahmen der Cluster-Offensive des Freistaats Bayern die Clusterplattform für den Bereich Sensorik. Dem Verein gehören mehr als 50 Mitgliedsfirmen und -institute aus Wirtschaft und Wissenschaft an sowie über 150 Partner. Er wurde 2009 als eines der bundesweit besten Netzwerke mit dem „Kompetenzpreis 2009“ ausgezeichnet. Es besteht eine enge Kooperation mit Unternehmen in Niederösterreich.

### Software und Computer
Das größte europäische Software-Cluster IT-Cluster Rhein-Main-Neckar hat sich in der Region Rhein-Main und Rhein-Neckar mit SAP in Walldorf und der Software AG in Darmstadt als Zentren entwickelt. Der Erfolg von SAP – ursprünglich eine Abspaltung aus dem IBM-Konzern in Weinheim – verdankte sich zunächst einer einzigen Innovation, nämlich der Dateneingabe über das Bildschirmterminal statt über Lochkarten. Inzwischen gibt es in Europa etwa 15 Ballungszentren für Softwareentwicklung. Dazu gehören u. a. London / Oxford, die Lombardei, Helsinki, Oberbayern und Stockholm. Das größte europäische Cluster in Südwestdeutschland verzeichnet jedoch wesentlich geringere Wachstumsraten als andere kleinere Cluster der Softwareentwicklung wie Berlin oder Warschau. Die Fraunhofer-Gesellschaft stellt in einer Studie 2013 fest, dass die großen europäischen Cluster kaum noch wachsen, während die wachsenden Cluster noch sehr klein sind. Dazu tragen 30 europäische Rechtssysteme und 27 Sprachen sowie die geringe Standardisierung bei öffentlichen Beschaffungen bei. Die gesamte europäische Softwareindustrie ist mit 41 Milliarden Euro (2013) immer noch kleiner als Microsoft (57 Milliarden Euro Umsatz), das auch mehr in die Forschung investiert.
Silicon Valley ist jedoch nicht das einzige US-amerikanische Softwarecluster. An der Route 128 bis hin zum Interstate 495 haben sich viele bedeutende IT-Unternehmen auf alten Industriebrachen angesiedelt. Rückgrat dieses Clusters waren Forschungseinrichtungen wie das Massachusetts Institute of Technology (MIT), die Harvard University und die Boston University. Aus dem Umfeld dieser Hochschulen entstanden viele Hightech-Unternehmen. Wegen des Angebots an hoch qualifiziertem Personal gründeten auch auswärtige Großkonzerne eine Niederlassung im Großraum Boston. Hierzu gehörten u. a. Intel, AMD, HP, IBM sowie deutsche Firmen wie Osram, Carl Zeiss oder TVM Capital. In den 1980er Jahren war der Begriff „Route 128“ ähnlich belegt wie das Silicon Valley. Durch den Niedergang des Minicomputers, welcher hauptsächlich im Großraum Boston entwickelt und hergestellt wurde, verlor die Route 128 einen Großteil ihrer Anziehungskraft. Die Region musste sich auf andere Gebiete spezialisieren und startete erfolgreich Clusterinitiativen in den Bereichen Kommunikationstechnologie und Life Sciences (Biotechnologie und Medizintechnik). Seit 2007 wird außerdem der Cleantech-Sektor intensiver gefördert.
Zum kanadischen IT-Cluster, das sich um die Universität von Waterloo, Ontario entwickelt hat, gehört BlackBerry. Auch um die Universität von Madison, Wisconsin haben sich etwa 600 High-Tech-Unternehmen angesiedelt.
Typisch für Schwellenländer ist die Bildung von Hochtechnologie-Riesenclustern. Ein Beispiel ist die Softwareindustrie, die Indien in Bengaluru ansiedeln und entwickeln konnte, vertreten durch Namen wie SAP, Infosys, Wipro und Motorola.

### Finanzcluster
Ihre Bezeichnung kommt im Begriff Finanzplatz zum Ausdruck. Große Finanzcluster (Großbanken, Börsen und zugehörige Finanzdienstleistungen) befinden sich in London (ca. 400.000 Beschäftigte; Finanzplatz London), New York City (ca. 350.000 Beschäftigte, die mehr als die Hälfte der Lohnsumme der etwa 1,9 Millionen Angestellten in Manhattan beziehen), ferner in Frankfurt am Main (Finanzplatz Frankfurt am Main), Zürich oder Singapur. 22 % der Wertschöpfung der Region Zürich/Aargau werden von der Finanzwirtschaft erzeugt. Das Bankencluster rund um den Zürichsee wird durch ein Versicherungscluster ergänzt; hier sind etwa 200 Privatversicherer tätig, darunter zwei der weltgrößten Versicherungsunternehmen. Wichtige deutsche Versicherungsstandorte sind Köln und München.

### Consulting / Unternehmensberatung
Die Consulting-Branche hat einen besonderen Schwerpunkt mit ca. 169.000 Beschäftigten in knapp 17.000 Unternehmen und einem Umsatz von fast 20 Milliarden Euro in der Wirtschaftsregion Rhein-Main und ist nach dem Finanzcluster das Cluster mit der stärksten regionalen Konzentration in der Region. Die Anzahl der Consulting-Unternehmen in Rhein-Main ist seit 1980 um fast das Fünffache gestiegen. Allein in der Landeshauptstadt Wiesbaden entstanden seither 48 Prozent der neuen Arbeitsplätze in der Beratung.

### Kreativwirtschaft
Audiovisuelle Medienproduktion, Presse, Design, Werbung und komplexe kreative Dienstleistungen können von Clusterbildung stark profitieren, da hier permanent kreative Ressourcen ausgetauscht werden (müssen). Die Ansiedlung von Kreativunternehmen mit ihren (relativ) geringen Betriebsgrößen und hohem Spezialisierungsgrad zieht also oft die Niederlassung weiterer Kreativunternehmen nach sich. Klassische Beispiele sind die Mediencluster in Berlin / Potsdam / Babelsberg (Medienstadt), Hamburg, Köln, München und in den USA die Filmindustrie in Hollywood.
Ein sehr erfolgreiches Cluster ist die Digital Media City in Seoul, das sich seit den späten 1990er Jahren zu einem Standort von ca. 10.000 Anbietern im Bereich digitaler Medien entwickelt hat.
Wegen der oft geringen Größe von Kreativunternehmen ist es schwierig, ihre Ansiedlung zu lenken, da diese besonders auch von weichen Standortfaktoren und der Vernetzung mit großen, bereits bekannten Akteuren abhängt. Im Falle Seouls ist Samsung ein solcher Akteur. Eine Vernetzung vieler kleiner homogener Akteure, z. B. von Internet-Start-ups, wird kaum gelingen, wenn es nicht bereits große potenzielle Auftraggeber („fokale Unternehmen“) in der Region gibt. Die seit 1999 und verstärkt seit dem Kulturhauptstadtjahr 2010 mit erheblichen Fördermitteln intensivierten Versuche, Kreativwirtschaft im Ruhrgebiet anzusiedeln – so etwa durch die Initiative ECCE im Dortmunder-U-Turm –, waren daher bisher wenig erfolgreich und konnten der Anziehungskraft von Köln (mit dem fokalen Akteur WDR) und Düsseldorf nichts entgegensetzen. Der Umsatz der Branche sank von 2009 bis 2012 um mehr als 6 %, während er deutschlandweit im gleichen Zeitraum um fast 7 % stieg.

### Bau- und Immobilienwirtschaft / Architektur
In der Region Frankfurt / Rhein-Main hat sich ein Cluster der Bau- und Immobilienwirtschaft mit über 100.000 Beschäftigten gebildet; rund um die ETH Zürich ein Cluster Bauwirtschaft / Architektur.

### Umwelttechnik
In der Region Mülheim, Essen und Oberhausen wurde mit Unterstützung des Landes NRW ein Umwelttechnik-Cluster geschaffen. Allerdings gibt es in NRW mehrere Initiativen, die für sich beanspruchen, Umwelttechnikanbieter regional oder überregional zu clustern. Welche dieser Strukturen nachhaltig sind, wird sich erst nach Ablauf der Projektförderungen herausstellen.
Der Umweltcluster Bayern mit Sitz in Augsburg hat sich seit dem Gründungsjahr 2006 zum Branchennetzwerk der bayerischen Umweltwirtschaft entwickelt. Schwerpunkte des Clusters sind Abfall und Recycling, Ressourceneffizienz und Stoffstrommanagement, Wasser und Abwasser, Luftreinhaltung, Alternative Energiegewinnung sowie Boden- und Altlastensanierung. Getragen wird er von den neun bayerischen Industrie- und Handelskammern und gefördert von der Bayerischen Staatsregierung im Rahmen der Cluster-Offensive Bayern.

### Mode
Räumliche Schwerpunkte der Modewirtschaft des Landes Nordrhein-Westfalen sind Köln, der Mittlere Niederrhein mit den Städten Mönchengladbach, Neuss, Krefeld und vor allem Düsseldorf als Modehandelsstadt, die durch ihre zahlreichen Modemessen und Showrooms (ca. 850) auch international eine hohe Bedeutung erlangt hat. Ein weiterer innovativer und traditionsreicher Modestandort befindet sich in Ostwestfalen im Städtedreieck zwischen Bielefeld, Herford und Gütersloh.

### Landwirtschaft und Nahrungsmittelindustrie
Als Beispiel für erfolgreiche Clusterbildung in der Landwirtschaft gilt die nur 48 × 6,4 km große Weinbauregion Napa Valley in Kalifornien, in der 2001 23.000 Beschäftigte in 250 Winzereien und 666 Weinbauern gut 120 Millionen Flaschen Wein produzierten und vermarkteten.

### Forst- und Holzwirtschaft
Im Sommer 2006 vereinbarten der Deutsche Forstwirtschaftsrat (DFWR) und der Deutsche Holzwirtschaftsrat, einen Verbandscluster „Plattform Forst & Holz“ für eine nachhaltige Entwicklung dieser beiden Wirtschaftsbereiche zu bilden. Die Vereinbarung wurde am 8. Mai 2007 in Fulda unterzeichnet.
Das Beispiel der Holz- und Forstwirtschaft verdeutlicht zugleich die problematischen Folgen regionaler Clusterbildung. In einigen relativ homogen bis monokulturell strukturierten Regionen Österreichs wird Schnittholz von zahlreichen Produzenten erzeugt, von denen nur wenige in die nächsten Verarbeitungsstufen eingestiegen bzw. mit Unternehmen der folgenden Wertschöpfungsstufen wie z. B. der Möbelindustrie vernetzt sind. So wurden bei einer Wertschöpfung im Kernbereich der Holz- und Forstwirtschaft von 71,6 Mrd. ATS im Jahre 1999 nur 8,4 Mrd. ATS zusätzliche Wertschöpfung in nachgelagerten Bereichen induziert, weil immer noch viel Rohholz und Produkte mit geringer Wertschöpfung (gesägtes Holz und Spanplatten sowie Abfallprodukte wie Pallets) exportiert werden. Ein steigender Anteil wurde auch energetisch verwertet. Im Jahre 2000 wurden so von 10,4 Millionen m³ erzeugtem Nadelschnittholz über 6 Millionen m³ unverarbeitet exportiert, während gleichzeitig Holzprodukte etwa in der Höhe des halben Exportumgangs importiert wurden. Gleichzeitig wuchsen etwa von 2003 bis 2009 die Einschlagsmengen und die Produktion besonders auf der niedrigen Wertschöpfungsstufe weiter. (Der dadurch bedingte Preisverfall endete allerdings seit 2010, weil seither keine Sturmkatastrophen mehr zu verzeichnen waren und die Holzwirtschaft auch Nasslager anlegte.) Eine regionale Konzentration ähnlicher Unternehmen führt also keinesfalls automatisch zur Clusterbildung, Vernetzung und Kooperation in der Wertschöpfungskette, sondern eventuell zu verschärfter Konkurrenz und zum Preisverfall, gelegentlich auch zur Verknappung branchentypischer lokaler Produktionsfaktoren und damit zur Kostensteigerung.

## Vernetzungsmuster zwischen Clustern
Einige Cluster wie Logistik, IT, Finanzwirtschaft und Consulting sind lokal stark mit anderen Clustern vernetzt und bilden mit ihren Netzwerktechnologien eine Interaktionsplattform für diese. Sie können dadurch deren Ansiedlung und Wachstum beschleunigen. Eine starke Konzentration von Finanzwirtschaft und Consulting wie z. B. im Rhein-Main-Gebiet kann jedoch durch Konkurrenz um Mitarbeiter und Standorte auch Ressourcen aus dem produzierenden Gewerbe und anderen Dienstleistungsbranchen abziehen, so dass keineswegs automatische Synergieeffekte zwischen allen Arten von Clustern anzunehmen sind.
Cluster, die auf verschiedenen Stufen der Wertschöpfungskette angesiedelt sind wie etwa Montanindustrie und Maschinenbau, profitieren jedoch in der Regel vom kooperativen Wissensaustausch, wenn sie ähnlich stark oder wechselseitig voneinander abhängig sind.

## Clusterpolitik
In der Wirtschaftsförderung betrachtet man den Aufbau von Clustern als aktive Ansiedlungs- und Innovationsförderung. Clusterförderung gehört mittlerweile zum Standardrepertoire der regionalen Wirtschaftspolitik. Sie wird sowohl von der EU-Kommission als auch von Bund und Ländern mehr oder minder intensiv verfolgt und propagiert. Ausgehend von einer Analyse der betreffenden Wertschöpfungskette im regionalen Kontext kann das Potential des Aufbaus und der Förderung eines bestimmten Clusters abgeschätzt und ein Clustermanagement eingesetzt werden. Dieses kann z. B. in Form eines Vereins organisiert werden, in dem die verschiedenen Stakeholder vertreten sind, oder auch bei Kammern oder anderen lokalen Organisationen der Wirtschaftsförderung angesiedelt sein, die durch Beiräte der Stakeholder unterstützt werden. Diese Zusammenschlüsse von Politik, Verwaltung, Forschung, Bildung und Wirtschaft dienen dazu, „passende“ Ansiedlungen und Innovationen in der Region zu fördern und die Cluster zu profilieren.
Die Instrumente der Clusterpolitik sind sehr vielfältig und z. T. widersprüchlich. Sie umfassen eine Palette von Maßnahmen von der lokalen oder regionalen Ansiedlung und Konzentration von Unternehmen der gleichen Branche über die gezielte Diversifizierung, die Einrichtung von Sonderwirtschaftszonen, die F&E-Förderung, den Aufbau von Know-how-Trägern wie Hochschulen und Technologiezentren bis hin zur Förderung der grenzüberschreitenden und globalen Kooperation. Aber auch der Informationsaustausch, gemeinsame Messeauftritte, Mitarbeiterqualifizierung und PR-Maßnahmen von bisher konkurrierenden kleinen und mittelständischen Unternehmen gehören zu diesen Instrumenten und werden speziell in Deutschland und Österreich gefördert.
Länder mit rasch wachsender Wirtschaft wie die Volksrepublik China, Singapur oder Malaysia versuchen derzeit mit großen Ressourcen Kompetenzzentren im Bereich neuer Technologien aufzubauen und dabei Know-how aus dem Ausland zur Unterstützung einer raschen Clusterbildung einzuwerben. So entsteht in Changchun ein großes Zentrum für Biotechnologie und Impfstoffforschung. Allerdings besteht hier das Risiko, dass die Rahmenbedingungen in den Ansiedlungsregionen (Exzellenz der Ausbildung, Infrastruktur, Wohnqualität) nicht entsprechend mitwachsen und dass sich die geplanten High-Tech-Gründungen als nicht nachhaltig erweisen.
Fraglich bleibt, ob und mit welchen Mitteln der Wirtschaftsförderung und Regionalpolitik die Entstehung von Clustern tatsächlich zielgerichtet und nachhaltig beeinflusst werden kann und welche Rolle dabei soft factors wie das Bildungssystem spielen. Neben Erfolgsbeispielen stehen viele Beispiele gescheiterter Clusterpolitik, von Doppelförderung und permanenter Quersubventionierung. Daneben verstärkt sich auf politischer und Verbandsseite der Trend, die Anwendung von Forschungs- und Entwicklungsergebnissen nicht auf regionale Cluster von wenigen Pilotanwendern zu konzentrieren, sondern von Anfang an bestehende Unternehmen und Industrien einzubeziehen und die Innovationen in der Fläche auszurollen.

### Clusterpolitik in Deutschland
Nach Jahren der Akzentuierung der Grundlagenforschung wurde 1996 die Innovationsförderung durch Vernetzung explizit als Instrument der Förderpolitik aufgenommen. Als wesentliche Ziele der Forschungs-, Technologie- und Innovationsförderung werden dort aufgeführt:
- Förderung des Entstehens grundlegender Innovationen
- Wettbewerb der besten Lösungsideen zur Realisierung substantieller Innovationen
- Sicherung und Stärkung des Produktionsstandortes Deutschland
- Aufbau von innovativen Netzwerken zwischen Wissenschaft und Wirtschaft
- Erarbeitung von Innovationen in interdisziplinären und branchenübergreifenden Projekten
- kooperative Nutzung verteilten Know-hows
- schnelle und breite Diffusion neuen Wissens.[70]

Das erste nach diesen Kriterien geförderte Clusterprogramm in Deutschland (1995) war die BioRegio-Initiative mit 25 regionalen Schwerpunkten. Darauf folgten bis heute noch elf weitere bundesweit angelegte Maßnahmen:

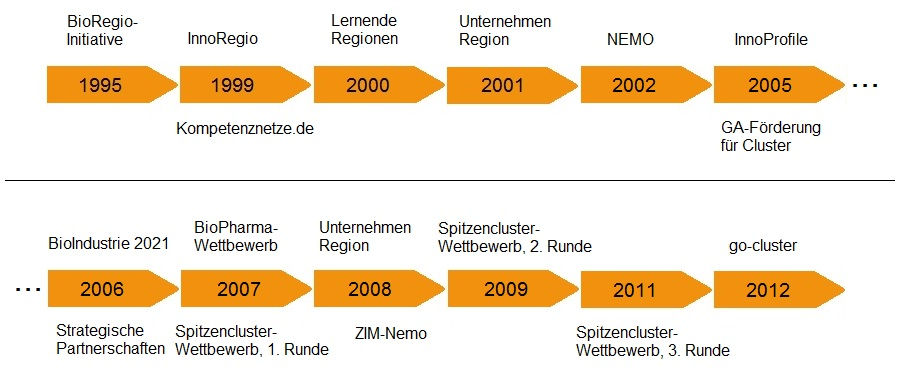
Zeitliche Darstellung der bundesweiten Clustermaßnahmen in Deutschland von 1995 bis 2012

- 1992: Innovationspreis Berlin-Brandenburg
- 1999: InnoRegio
- 2000: Lernende Regionen
- 2001: Unternehmen Region – Innovative regionale Wachstumskerne
- 2002: NEMO
- 2005: InnoProfile und GA-Förderung für Cluster
- 2006: Clusterwettbewerb BioIndustrie 2021. Im Rahmen dieses Wettbewerbs[72] zur Förderung der Weißen Biotechnologie wurden bundesweit mehrere Clusterinitiativen initiiert, von denen im Jahr 2007 fünf Cluster prämiert wurden.
- 2007: BioPharma-Wettbewerb und 1. Runde des Spitzencluster-Wettbewerbs
- 2008: ZIM-Nemo und Unternehmen Region – Spitzenforschung und Innovation in den neuen Ländern
- 2009: 2. Runde des Spitzencluster-Wettbewerbs
- 2011: 3. Runde des Spitzencluster-Wettbewerbs
- 2012: go-cluster: Exzellent vernetzt
- 2014: Brandenburger Innovationspreis für die Cluster Ernährungswirtschaft, Kunststoffe und Chemie sowie Metall. Der Brandenburger Innovationspreis wird jährlich ausgeschrieben

 Regionale Clusterpolitik – eine Auswahl 

Neben den nationalen Clusterprogrammen legten nahezu alle Bundesländer mit Ausnahme von Sachsen auch regionale Programme auf. So haben sich in Baden-Württemberg bis heute 81 Cluster in 20 Innovationsfeldern formiert, unter ihnen z. B. das Future Aerospace Network (FAN) innerhalb des Innovationsfeldes Luft- und Raumfahrt.
In Bayern führte die Cluster-Offensive Bayern zur Bildung von 23 Clustern unterteilt in 19 Kompetenzfelder bzw. Schlüsselbranchen. Beispiele hierfür sind der Cluster Biotechnologie, der Umweltcluster Bayern oder der Sensorik-Cluster mit Sitz der Geschäftsführung in Regensburg. Die Clusterpolitik in Bayern wird allerdings von Großunternehmen wie Siemens, infineon, EADS und Audi dominiert, was im Fall des Sensorik-Clusters besonders ausgeprägt ist.
In den Ländern Berlin und Brandenburg wurden insgesamt neun Cluster gebildet, welche jeweils ein Innovationsfeld abdecken. Fünf dieser Cluster werden gemeinsam von beiden Bundesländern im Rahmen von innoBB unterstützt, die weiteren vier Cluster allein von Brandenburg. Eines der gemeinsam geförderten Cluster ist das Cluster Kommunikation und Kreativwirtschaft in Berlin mit zahlreichen IT- und Medienunternehmen. Um die Innovationskraft des Landes zu fördern, wird vom Wirtschaftsminister des Landes Brandenburg jährlich der Brandenburger Innovationspreis ausgelobt.
Die Freie und Hansestadt Hamburg fördert in acht Kompetenzfeldern auch ebenso viele Clusterinitiativen. Darunter befindet sich u. a. das Maritime Cluster mit dem Ausgangspunkt der Howaldtswerke-Deutsche Werft in Kiel.
Das relativ kleine Bundesland Hessen weist über 35 Clusterinitiativen auf, u. a. in der chemischen Industrie sowie in den Bereichen Medizin, Automotive und Logistik.
Niedersachsen fördert über die Initiative „Zukunft schmieden“ in sieben Zukunftsfeldern insgesamt 99 Cluster, so z. B. das VerpackungsCluster Südniedersachsen oder das Automotive Cluster.
Nordrhein-Westfalen weist 16 Landescluster und eine Vielzahl regionaler Vernetzungsinitiativen auf. Die Clusterpolitik befindet sich derzeit in einer Revisionsphase. Wurde von der CDU-FDP-Landesregierung 2007 die zuvor stark ausgeprägte räumliche Orientierung der Wirtschaftsförderung kritisiert, da ihr der Vorwurf der Gießkannenpolitik und der Förderung der Schwachen gemacht wurde, und durch einen wettbewerbsorientierten Ansatz mit der Förderung von landesweiten statt regionaler Clustern und eine Akzentuierung von vorhandenen Stärken ersetzt, so führte diese Strategie zu Clustern mit bis zu 3000 Unternehmen, die wegen ihrer geringen Steuerbarkeit nun erneut regionalisiert werden sollen.
In den letzten Jahren wurden seitens des BMBF die Bestrebungen intensiviert, deutsche Cluster international zu öffnen, um die internationalen Kooperationschancen und damit die globale Wettbewerbsfähigkeit zu verbessern. Diese Aktivitäten blieben auf Länderebene bisher weitgehend ohne Resonanz.

### Clusterpolitik in Österreich
Die Clusterpolitik in Österreich gilt als noch wenig koordiniert. Dies gilt insbesondere im Hinblick auf die Koordination von zentralen Aktivitäten mit solchen der Bundesländer. Insbesondere Oberösterreich und die Steiermark haben sich in den letzten Jahren als Kompetenzregion für Cluster- und Netzwerk-Initiativen positioniert und bauen die vorhandenen wirtschaftlichen und technologischen Stärkefelder mit dem Ziel aus, die Innovationsfähigkeit der Unternehmen insbesondere durch kooperative Zusammenarbeit zu stärken. Das „Clusterland Oberösterreich“ umfasst mittlerweile 8 Cluster und 4 Netzwerke. In der 2006 gegründeten Clusterland Oberösterreich GmbH (Linz) sind davon sechs Cluster-Initiativen und drei Themennetzwerke unter einem Dach vereint. Beispiele für Clusterinitiativen sind der Automobil-Cluster (AC) – das größte österreichische Cluster mit ca. 90.000 Beschäftigten und 18 Milliarden Euro Umsatz – sowie der Lebensmittel-Cluster (LC) oder der Ökoenergie-Cluster Oberösterreich. Die Steiermark gilt österreichweit als Pionier der Cluster-Strategie: Der Automobilcluster AC Styria, der Umwelttechnikcluster Green Tech Cluster Styria, der Holzcluster Steiermark, der Humantechnologiecluster sowie die Creative Industries initiieren in den Leitthemen Mobility, Green Tech und Health Tech „Wachstum durch Innovation“. Viele der österreichischen Cluster zeichnen sich durch die Mitarbeit von Kleinstunternehmen unter 5 Mitarbeitern aus.

### Clusterpolitik in Frankreich
Die Resultate der französischen Industriepolitik sind zwiespältig. Die Absicht, trotz eines amerikanischen Boykotts einen eigenen Nuklearsektor aufzubauen, gelang zwar; doch für eine führende Rolle in der Elektronikindustrie dagegen hat der französische Staat zwar seit den 1970er-Jahren Milliarden Euro aufgewendet, doch die Resultate sind gemischt. Derzeit wird ein Forschungs- und Technologiecluster auf dem Plateau von Saclay rund 20 Kilometer südwestlich von Paris aufgebaut, das die dort bestehenden Nuklearforschungseinrichtungen und die technisch orientierte Universität Paris-Saclay einbeziehen soll. Dort entsteht eine Ansammlung von staatlichen und privaten Forschungseinrichtungen, Eliteschulen und Wohnvierteln mit TGV-Anbindung. Frankreich will mit dem Projekt an die Weltspitze der Forschungs- und Technologiecluster aufsteigen und gleiche Augenhöhe mit dem Silicon Valley erreichen.

### Clusterpolitik in der EU
Relevante Clusterinitiativen der EU waren die Europäische Forschungsinitiative EUREKA, die im Rahmen des 6. Rahmenprogramms begründete Initiative Europe INNOVA und die Initiativen der DG Enterprise and Industry PRO INNO und seit 2008 PRO INNO II, die die politischen Instrumente der Clusterentwicklung und Innovationssteuerung verbessern sollen.
Eine Studie der Europäischen Kommission aus dem Jahr 2005 identifizierte fünf große, stagnierende bis schnell wachsende Industrie- und Servicecluster. Diese wurden rein statistisch anhand der durchschnittlichen jährlichen Wachstumsraten aus EU 15 zwischen 1979 und 2001 bestimmt, sind also nicht notwendig eng vernetzt, sondern enthalten sehr heterogene Industriezweige. Diese Cluster sollen mit den fünf Technologiefeldern Nanoelektronik, Aeronautics und Luftfahrtmanagement, Wasserstoff- und Brennstoffzelle, Photovoltaik und Food for life zusammengeführt werden. Die Prognose zeigt, dass aus diesen Technologie-Branchen-Kombinationen ein hohes Produktivitäts-, aber nur geringes Beschäftigungswachstum zu erwarten ist, was die postulierte Kongruenz technologie-, industrie- und arbeitsmarktpolitischer Maßnahmen in Frage stellt.

### Clusterpolitik in der Schweiz
In der Schweiz gibt es unter anderem
- das (in der Schweiz: „den“!) Life-Science-Cluster Nordwestschweiz mit Basel und den Unternehmen Novartis und Hoffmann-La Roche als Zentrum
- der Consulting Cluster, eine Plattform, um das persönliche Netzwerk von Beratern auszubauen. In 9 Fachgruppen organisiert, soll der Consulting Cluster die Wahrnehmung der Branche im Schweizer Wirtschaftsraum ausbauen.www.consultingcluster.ch
- den Energie-Cluster[90]
- den ICT Cluster Bern[91]
- den Präzisionscluster, eine Plattform für Unternehmen, Zulieferer, Schulungs- und Forschungsinstitutionen, die auf dem Gebiet der Präzisionsindustrie und Mikrotechnik tätig sind.[92]

### Clusterpolitik in China
Typisch für die Entwicklung in China sind die Häufung von verschiedenen arbeitsintensiven, teils Riesenclustern in Sonderwirtschaftszonen und großen Industrie- und Retortenstädten sowie die Konzentration von High-Tech-Unternehmen, Forschungs- und Ausbildungseinrichtungen und Inkubatoren auf engstem Raum. Allein in der Provinz Zhejiang werden 12 Cluster mit Vorrang ausgebaut. Ähnlich schnell vollzieht sich der Ausbau der IT-Industrie und anderer Cluster in der Planstadt Shenzhen, wo 2.500 IT-Unternehmen in einer Sonderwirtschaftszone von knapp 2.000 Quadratkilometer tätig sind. Fraglich ist jedoch, ob die sogenannten Hochtechnologiecluster wirklich Innovationen hervorbringen oder ob ihr rasches Wachstum nicht primär auf steuerlichen Vorteilen und hohen Subventionen beruht.

### Grenzüberschreitende Cluster (Beispiele)
Ein grenzüberschreitendes Cluster am mittleren Oberrhein ist das Netzwerk Biovalley, welches Chemie-, Biotechnik- und Pharmaunternehmen im Dreiländereck Deutschland – Frankreich – Schweiz vereint. Weiter rheinaufwärts entwickelt sich ein Technologiecluster zwischen St. Gallen und Vorarlberg.
Das länderübergreifende Technologie-Dreieck Eindhoven-Leuven-Aachen mit den Hochschulkernen der RWTH Aachen, der Katholieke Universiteit Leuven und der Technische Hogeschool Eindhoven sowie der Philips N.V. genießt einen exzellenten Ruf als Forschungs- und Entwicklungsstandort für Life Sciences, Medizintechnologie, IT und Nanotechnologie.
Im deutsch-niederländischen Grenzgebiet entwickelt sich ein Agro-Business-Cluster, das durch das Projekt SafeGuard gefördert wird. Hierbei spielen insbesondere die Koordination organisatorischer Abläufe zur risikoorientierten Lebensmittelüberwachung, Tierseuchenbekämpfung und die Optimierung der Wertschöpfungsketten von Lebensmitteln tierischer Herkunft eine Rolle.
Im Dreiländereck Slowakei – Tschechische Republik – Polen produzieren mit VW, KIA, PSA Peugeot Citroën, Hyundai und Fiat fünf der weltweit größten Automobilkonzerne. Auf je 1000 Einwohner kommen in der Automobilregion der Westslowakei (mit dem Zentrum Bratislava) über 100 produzierte Autos pro Jahr. In der Nähe der Produktionsstätten haben sich zahlreiche Zulieferer angesiedelt. Die regionale Vernetzung der Standorte wird aktiv durch die EU gefördert. Die EU-finanzierten Förderprogramme AutoNet und Autoclusters stärken die Zusammenarbeit der Nachbarländer.

### Virtuelle Cluster
Nur im Hochtechnologiebereich sind virtuelle Cluster erfolgreich. In Branchen, in denen Logistikkosten im Verhältnis zur Wertschöpfung eine untergeordnete Rolle spielen, reichen Flugverbindungen und das Internet aus, um stabile Kooperationsbeziehungen herzustellen.

### Risiken einseitiger Clusterförderung
Das Automobilcluster der Slowakei zeigt die Risiken der Förderung einer einseitigen Clusterstruktur auf. 99 % der Automobilproduktion der Slowakei werden exportiert. Die Wertschöpfung der Autoindustrie pro Kopf der Bevölkerung ist so hoch wie in keinem anderen Land der Welt. Bei einer Gesamtbevölkerung von gut 5,4 Millionen produzieren statistisch gesehen 1000 Einwohner rund 107 Fahrzeuge pro Jahr, womit die Slowakei 2008 weltweit führend war. Der Automobilsektor war 2008 mit 74.000 Angestellten für rund ein Viertel des slowakischen Bruttoinlandsprodukts verantwortlich. In der Krise 2008–2009 gingen die Automobilproduktion in der Region und die Autoexporte des Landes stark zurück. Sie konnten nur durch steigende Exporte von Samsung kompensiert werden, das die Exportanteile von VW, KIA und PSA überholte, aber nicht zum Cluster gehört. Die hohe Konjunkturabhängigkeit und die ökonomische Abhängigkeit von Deutschland setzte in der Krise die Region verstärkt unter Druck. So beschleunigte sich die Abwanderungsbewegung aus den ländlichen Regionen. Durch die Probleme der deutschen Automobilindustrie seit 2018 ergeben sich erneut Cluster- oder Klumpenrisiken für die deutsche und die gesamte mitteleuropäische Volkswirtschaft.
Die Schwächen homogener Cluster sollen vermieden werden durch Cross-Cluster-Politik. Deren Ziel ist es, verschiedene Cluster miteinander zu vernetzen und clusterübergreifende Kommunikationskanäle zu institutionalisieren. Je stärker ein Cluster wird und je mehr seine Akteure global tätig sind, desto mehr lockern sich jedoch in der Regel die Beziehungen zu der Region, weil diese in vielen Fällen nicht mehr in der Lage ist, die erforderlichen Vorleistungen (Ausbildung, Zulieferer, Logistik, Energieversorgung usw.) in der geforderten Qualität und Quantität zu erbringen. Eine Clusterpolitik muss also auch darauf achten, dass die Rahmenbedingungen mit der wachsenden Leistungsfähigkeit des Clusters Schritt halten.
Zahlreiche Versuche des Aufbaus grenzüberschreitender Cluster, die u. a. im Rahmen von EU-Projekten gefördert wurden, haben sich bereits nach kurzer Zeit als nicht nachhaltig erwiesen oder beschränken sich auf punktuelle Kooperationen. Offenbar ist eine gewisse Mindestinteraktionsdichte erforderlich, um nachhaltige Clusterstrukturen zu etablieren. Dazu gehört auch ein nicht zu großer räumlicher Abstand.
In den letzten Jahren hat sich die Dynamik der Clusterentwicklung verstärkt. Ihre Wachstumsfaktoren sind nur bedingt von der Politik zu beeinflussen. Im Zuge der Übernahme ganzer Geschäftsfelder durch internationale Konkurrenten können lokale Cluster erhebliche Bedeutungsverluste erleiden wie dies z. B. bei der Impfstoffforschung und -produktion in München und Paris der Fall war, die z. T. in die USA abwanderte.